# Chaitén
Chaitén er en vulkan i Chile, der mentes at være sovende, men som 2. maj 2008 gik i udbrud og derved tvang flere hundrede mennesker i byen af samme navn i evakuering.
Chaitén er en caldera med 3 km i diameter og 1.122 m i højden. Den ligger i Andesbjergene i Chiles sydlige del nær den dobbelt så høje Michinmahuida-vulkan. Krateret i Chaitén er delvist fyldt op med obsidian, som præcolumbianske kulturer brugte til at fremstille forskellige genstande med.
42°49′58″S 72°38′45″V / 42.8328°S 72.6458°V